# Dornhan
Dornhan – miasto w Niemczech, w kraju związkowym Badenia-Wirtembergia, w rejencji Fryburg, w regionie Schwarzwald-Baar-Heuberg, w powiecie Rottweil, ok. 20 km na północny zachód od Rottweil.